# HD 142245
HD 142245 är en hierarkisk trippelstjärna belägen i den mellersta delen av stjärnbilden Ormen. Den har en kombinerad skenbar magnitud av ca 7,46 och kräver åtminstone en handkikare för att kunna observeras. Baserat på parallaxmätning inom Hipparcosuppdraget på ca 10,3 mas, beräknas den befinna sig på ett avstånd på ca 318 ljusår (ca 98 parsek) från solen. Den rör sig bort från solen med en heliocentrisk radialhastighet på ca 6 km/s.

## Egenskaper
Primärstjärnan HD 142245 A är en orange till gul underjättestjärna av spektralklass K0 IV, lätt berikad av tunga element till 160 procent av solens överskott. Den har en massa som är ca 1,5 solmassor, en radie som är ca 4,8 solradier och har ca 11 gånger solens utstrålning av energi från dess fotosfär vid en effektiv temperatur av ca 4 800 K.
År 2014 upptäcktes följeslagaren HD 142245 BC som är en dubbelstjärna av två röda dvärgstjärnor med sammansatt spektralklass M1, som kretsar kring varandra på ett avstånd av 4 AE. Inga andra följeslagare har påträffats inom projicerade avstånd från 5,48 till 153,34 AE kring HD 142.245 A.

## Planetsystem
År 2011 upptäcktes med användning av metoden för mätning av radiell hastighet en superjovisk exoplanet HD 142245 A b i omlopp i en svagt excentrisk bana kring stjärnan HD 142245 A.
| Planet | Massa         | Halv storaxel (AE) | Siderisk omloppstid (d) | Excentricitet | Inklination | Radie |
| ------ | ------------- | ------------------ | ----------------------- | ------------- | ----------- | ----- |
| b      | ≥1,9 ± 0,2 MJ | 2,77 ± 0,09        | 1 299 ± 48              | 0,32 ±        | -           | -     |